# Koizora
 (janvier 2011).
Si vous disposez d'ouvrages ou d'articles de référence ou si vous connaissez des sites web de qualité traitant du thème abordé ici, merci de compléter l'article en donnant les références utiles à sa vérifiabilité et en les liant à la section « Notes et références ».
Pour plus de détails, voir Fiche technique et Distribution.
Koizora (恋空, « l’amour du ciel ») est un film japonais de 2007 réalisé par Natsuki Imai et tiré du roman mobile du même nom par Mika, qui raconte sa véritable histoire. L’histoire rencontre un tel succès qu’elle est également adaptée en série télévisée et manga en 2008.

## Résumé
Mika Tahara est une jeune adolescente tout ce qu’il y a de plus normal. Un jour, le dernier avant les vacances d’été, elle égare son téléphone portable. Son amie Aya appelle le portable pour l’aider à le retrouver ; elle finit par le retrouver dans la bibliothèque de l’école, mais lorsqu'elle décroche, ce n’est pas Aya mais une voix masculine qui lui répond. La personne refuse de lui révéler son identité et continue de l’appeler ; ils ont de longues conversations jusqu'à ce que la personne lui donne rendez-vous devant la piscine de l’école…

## Fiche technique
- Réalisation : Natsuki Imai
- Scénario : Mutsuki Watanabe
- Photographie : Hideo Yamamoto
- Musique :  Shin Kouno
- Producteur : Kazuya Kamana, Masayuki Morigawa et Jun Nasuda
- Société de distribution : Toho
- Langue : japonais

## Distribution du film
- Yui Aragaki : Tahara Mika
- Haruma Miura : Sakurai Hiroki (Hiro)[1]
- Keisuke Koide : Yu Fukuhara
- Haru : Aya
- Aoi Nakamura : Nozomu
- Asami Usuda : Saki
- Karina : Minako (sœur d'Hiro)
- Ryuji Yamamoto : Hirokazu Sakurai
- Yumi Asou : Akemi Sakurai
- George Takahashi : Katsuji Tahara (père de Mika)
- Yuko Asano : Yasue Tahara (mère de Mika)

## Distribution série télévisée

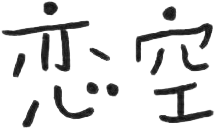
Logo de la série télévisée.

- Erena Mizusawa (en) : Mika Tahara Mika
- Kōji Seto : Hiro Sakurai
- Aoi : Aya
- Shohei Miura (en) : Nozomu
- Haru : Saki